# Vilenka, Korostîșiv
Vilenka (în ucraineană Віленька) este localitatea de reședință a comunei Vilenka din raionul Korostîșiv, regiunea Jîtomîr, Ucraina.

## Demografie
Componența lingvistică a localității Vilenka
     Ucraineană (99,59%)
     Alte limbi (0,41%)
Conform recensământului din 2001, majoritatea populației localității Vilenka era vorbitoare de ucraineană (99,59%), existând în minoritate și vorbitori de alte limbi.